# Liv Køltzow

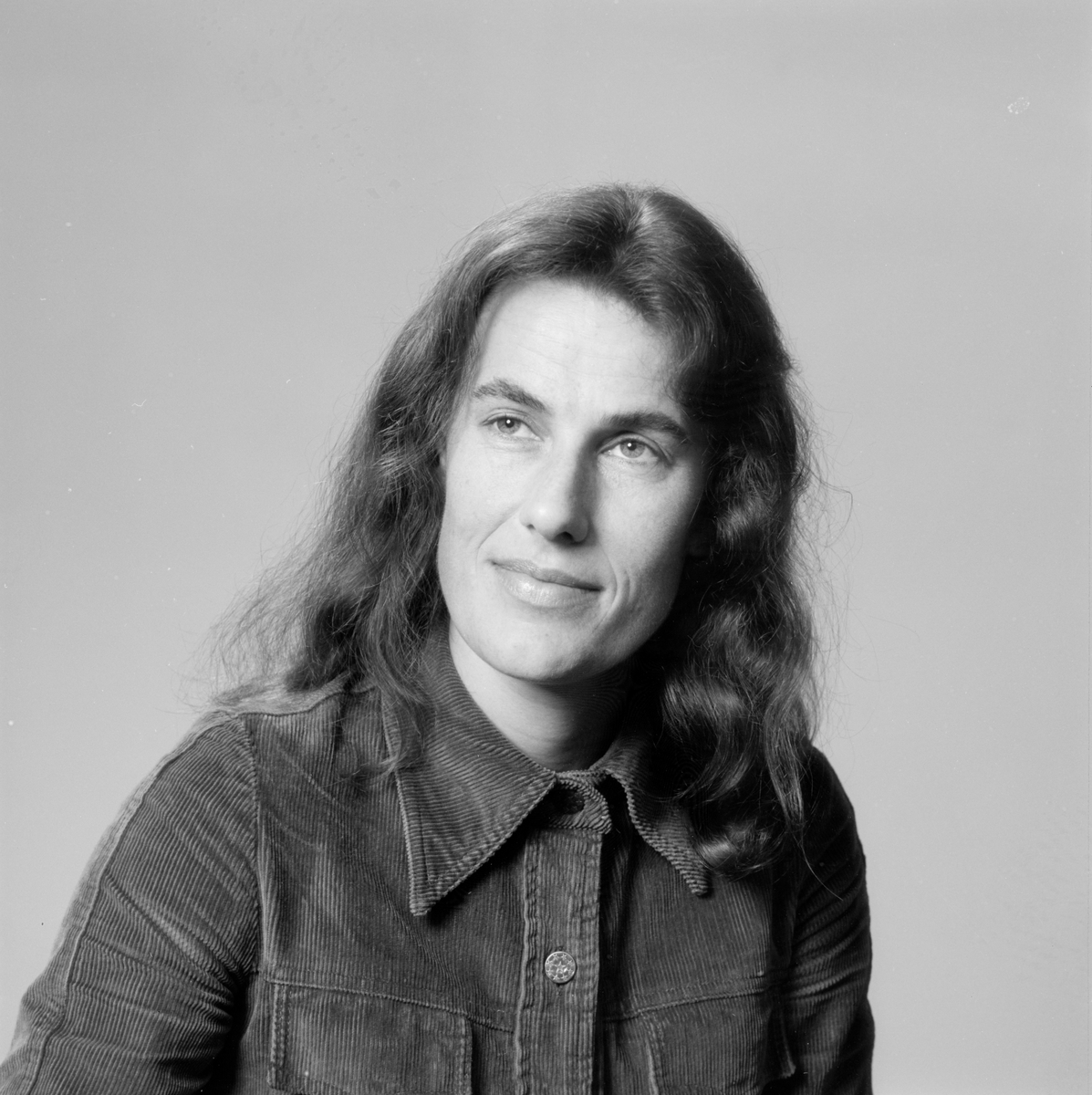
Liv Køltzow (1980)

Liv Køltzow (* 14. Januar 1945 in Oslo) ist eine norwegische Schriftstellerin und gilt als wichtige norwegische feministische Autorin der 1970er Jahre.

## Leben und Werk
Liv Køltzow studierte Ideengeschichte, Geschichte und Englisch und publizierte in der Literatur- und Kulturzeitschrift Profil, die unter anderem moderne experimentelle Texte brachte. In ihren ersten Erzählungen Øyet i treet (Das Auge im Baum, 1970) versucht sie, ein „modernistisches Erzählverfahren mit einer Geschlechterthematik zu verbinden“.
Køltzow ist beeinflusst vom französischen nouveau roman; ihre Texte haben einen ausdrucksstarken Stil, sind aber manchmal eher handlungsarm. In ihrem 1975 erschienenen Roman Historien om Eli, dessen deutsche Ausgabe Die Geschichte des Mädchens Eli mehrere Auflagen in einer Gesamthöhe von 74.000 Exemplaren erreichte, beschreibt die Autorin, ohne zu werten, einen Emanzipationsprozess: die Befreiung Elis aus der bürgerlichen Enge ihrer Familie und Ehe.

„Ihr stilistisches Raffinement ist gekennzeichnet durch eine suggestiv-musikalische Prosa, in der die erlebte Rede ein beliebtes Stilmittel ist. Das Erzähltempo passt sich den langsamen Veränderungen der Figuren an, was den Texten zu unrecht den Ruf eingetragen hat, langweilig zu sein.“

Ihre 1992 erschienene Biografie über die norwegisch-dänische Frauenrechtlerin und Schriftstellerin Amalie Skram Den unge Amalie Skram. Et portrett fra det nittende århundre (Die junge Amalie Skram. Ein Porträt aus dem neunzehnten Jahrhundert) fand vielfache Beachtung.
2002 wurde bei Køltzow die Parkinson-Krankheit diagnostiziert. Kurz zuvor hatte sie ihren Roman Det avbrutte bildet (Das abgebrochene Bild, 2002) in einer Rohfassung fertiggestellt.
Als einer der 25 besten Romane der letzten 25 Jahre wurde Verden forsvinner (Die Welt verschwindet, 1997) in den Literarischen Kanon Norwegens aufgenommen, den die Tageszeitung Dagbladet 2006 zusammengestellt hatte. Der Roman spielt im Oslo des Jahres 1989. Køltzow beschreibt darin die Ehe- und Berufskrise einer Ärztin, die gerne Schriftstellerin geworden wäre.
Køltzow war 1971–1973 Vorstandsmitglied des Norwegischen Schriftstellerzentrums und von 1982 bis 1986 Mitglied der Norwegischen Autorenvereinigung. Sie erhielt einige Stipendien und Preise, unter anderen 1997 den Brage-Preis; 1994 wurde sie die erste Preisträgerin des Amalie Skram-Preises. 1988 wurde sie für ihren Roman Hvem har ditt ansikt (deutsche Ausgabe 1989: Wer hat dein Angesicht?) für den Literaturpreis des Nordischen Rates nominiert.
2015 erhielt sie den Gyldendalpreis und 2017 den Preis der Norwegischen Akademie. Für ihren Roman Melding til alle reisende (2015) erhielt sie 2018 den Aschehoug-Literaturpreis.
Liv Køltzow ist seit 1985 in zweiter Ehe mit dem Literaturkritiker Kjell Heggelund verheiratet. Zuvor war sie 1966 bis 1973 mit dem norwegischen Schriftsteller Espen Haavardsholm verehelicht.

## Veröffentlichungen

### Norwegische Originalausgaben
- 1970: Øyet i treet (Erzählungen)
- 1972: Hvem bestemmer over Bjørg og Unni? (Roman)
- 1975: Historien om Eli (Roman)
- 1980: Løp, mann (Roman)
- 1983: April/november (Erzählungen)
- 1988: Hvem har ditt ansikt (Roman)
- 1992: Den unge Amalie Skram (Biografie)
- 1996: Amalie Skrams verden (Sachbuch, zusammen Gunnar Staalesen und Irene Engelstad)
- 1997: Verden forsvinner (Roman)
- 1998: Noveller i samling (Erzählungen)
- 2002: Det avbrutte bildet (Roman)
- 2004: Essays 1975–2004 (Essays)
- 2015: Melding til alle reisende (Roman)

### Deutschsprachige Ausgaben
- Die Geschichte des Mädchens Eli. Deutsch von Ulrich und Ursel Bracher. Rowohlt, Reinbek bei Hamburg 1979, ISBN 3-499-14323-2.
- Lauf, Mann! Roman. Deutsch von Astrid Arz. Rowohlt, Reinbek bei Hamburg 1981, ISBN 3-499-14879-X.
- Wer hat dein Angesicht? Roman. Deutsch von Astrid Arz. Rowohlt, Reinbek bei Hamburg 1989, ISBN 3-499-12486-6.